# أوفرتون (هامبشير)
أوفرتون هي قرية كبيرة وأبرشية في مقاطعة هامبشير، في إنجلترا. تقع غرب مدينة باسينغستوك، وشرق أندوفر وويتشرتش. تحتوي القرية على قرى صغيرة في ساوثينغتون ونورثينغتون وآش وبولامبتون وكويدهامبتون، بينما تقع آخران في الشمال من القرية. يمتلك River Test مصدره 1 ميل (1.6 كم) إلى الشرق في Ashe.
هناك دليل على مسكن منذ العصور البرونزية والحجر مع الاكتشافات والعربات الموجودة في مكان قريب. 
تمتلك المنطقة تاريخًا في صناعة الورق الذي بدأ في القرن الثامن عشر، ولا يزال مصنع أوفرتون ميل يوزع أوراق عمل باوند سترلينغ لبنك إنجلترا.